# Graham Dids
Graham Dids, vlastním jménem Graham Dowdall, rovněž známý jako Gagarin (1954 – 16. června 2024) byl anglický hudebník.
V osmdesátých letech spolupracoval s německou zpěvačkou Nico. Roku 1985 hrál na jejím posledním albu Camera Obscura. Jeho producentem byl velšský hudebník John Cale a Graham Dids téhož roku hrál i na jeho sólové nahrávce, albu Artificial Intelligence. Roku 1995 začal vystupovat pod jménem Gagarin a vydal řadu alb. Od devadesátých let rovněž spolupracoval s hudebníkem Davidem Thomasem, v projektu Two Pale Boys a také skupině Pere Ubu.
Roku 2018 vydal remixové EP s názvem Corvid Remixes. Jeho album The Great North Wood (2020) bylo inspirováno starým lesem na jihu Londýna a jeho mystickými představami. Roku 2022 se podílel na hudbě k filmu Solitude režisérky Niny Danino o Nico.
V roce 2023 mu byla diagnostikována rakovina močového měchýře.

## Diskografie
- Gagarin (1997)
- Earthling (2003)
- Ard Nev (2006)
- Adaptogen (2009)
- Biophilia (2011)
- Aoticp (2015)
- Corvid (2017)
- The Great North Wood (2020)
- Komorebi (2024)